# Фридрихштат
Фридрихштат (њем. Friedrichstadt) град је у њемачкој савезној држави Шлезвиг-Холштајн. Једно је од 132 општинска средишта округа Нордфризланд. Према процјени из 2010. у граду је живјело 2.416 становника. Посједује регионалну шифру (AGS) 1054033, NUTS (DEF07) и LOCODE (DE FRI) код.

## Географски и демографски подаци
Фридрихштат се налази у савезној држави Шлезвиг-Холштајн у округу Нордфризланд. Град се налази на надморској висини од 2 метра. Површина општине износи 4,0 km². У самом граду је, према процјени из 2010. године, живјело 2.416 становника. Просјечна густина становништва износи 601 становника/km².

## Међународна сарадња
| Мјесто   | Држава    | Врста сарадње | Од    |
| -------- | --------- | ------------- | ----- |
| Дојсберг | Холандија | партнерство   | 1972. |
| Скјерн   | Данска    | партнерство   | 1993. |
| Извор    |           |               |       |